# Goeroe Gobind Singh

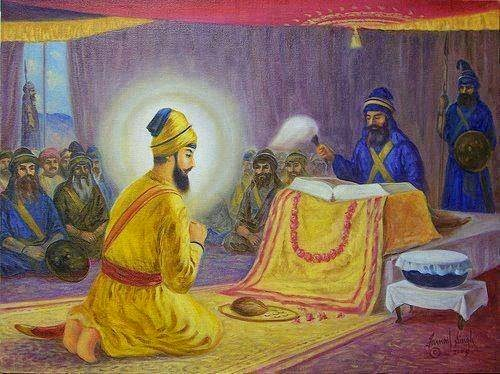
Goeroe Gobind Singh

Goeroe Gobind Singh (Punjabi: ਗੁਰੂ ਗੋਬਿੰਦ ਸਿੰਘ) (Patna, Bihar, India, 22 december 1666 – 7 oktober 1708, Nānded, Mahārāshtra), geboren als Gobind Rāi, was de tiende en laatste goeroe, in het lichaam van een mens, van de sikhs. Hij werd goeroe op 11 november 1675 als opvolger van zijn vader  singh Goeroe Tegh Bahadur.
Goeroe Gobind Singh richtte zich vooral op het onderwijs van sikh-principes. Gobind verloor zijn vader, moeder, en alle vier zijn zonen in een godsdienstige oorlog tegen de Mogolkeizer Aurangzeb. Aurangzeb eiste dat alle sikhs zich tot de islam zouden bekeren, hetgeen tot hevig verzet van de sikhs leidde.
Een van de grootste verwezenlijkingen van Goeroe Gobind Singh was de verwezenlijking van khalsa, het militaire broederschap van de sikhs. Hij was een intellectueel die veel talen sprak, waaronder Perzisch, Arabisch en Sanskriet, naast zijn moedertaal Punjabi. Hij stelde een religieuze wet op, schreef poëzie en was de befaamde auteur van het boek genaamd Dasam Granth („Tiende Deel“).
Gobind Singh kondigde af dat hij de laatste menselijke goeroe zou zijn. Vanaf dat punt zou de goeroe het heilige boek, Ādi Granth, worden. Nog steeds wordt dit boek als de huidige goeroe van de sikhs gezien.
De Maharajah van Patiala heeft een Orde van de Heilige ("Gurughar Manya Mandal") ingesteld ter ere van Gobind Singh.